# Maison de la nature du Ried et de l'Alsace centrale
 (janvier 2021).
Si vous disposez d'ouvrages ou d'articles de référence ou si vous connaissez des sites web de qualité traitant du thème abordé ici, merci de compléter l'article en donnant les références utiles à sa vérifiabilité et en les liant à la section « Notes et références ».
La Maison de la nature du Ried et de l'Alsace centrale est une association de droit local, labellisée Centre d'initiation à la nature et à l'environnement (CINE) et CPIE du Ried et de l’Alsace centrale.

## Muttersholtz, berceau alsacien de l’éducation à l’environnement.
Le fort développement de l’éducation à l’environnement en Alsace est intimement lié à Muttersholtz. En effet, au milieu des années 1960 le Grand Ried d’Alsace centrale subit une forte intensification agricole qui entraîne l’abandon des prairies de fauche au profit de la culture du maïs, posant la question du devenir de sa richesse écologique. Un groupe de naturalistes alsaciens souhaite alors s’engager dans sa préservation par la sensibilisation du public. Grâce au muttersholtzois Pierre Sigwalt qui met une grange d’Ehnwihr à disposition, l’association ACINER (Association pour le centre d’initiation à la nature et à l’environnement du Ried) voit le jour en 1973 à Muttersholtz et, dans la foulée, la première Maison de la Nature centre d’initiation à l’environnement en Alsace. En 1976, l’ACINER devient ARIENA, association régionale d’initiation à l’environnement et à la nature en Alsace présidée par Alice MOSNIER. Elle obtient en 1978, le label national CPIE (Centre permanent d’initiation à l’environnement). Au fil des ans, l’association se professionnalise et obtient progressivement la reconnaissance des partenaires locaux et institutionnels. Un nouveau bâtiment est construit en 1984.

## Nouvelle impulsion
En 1989, sous la présidence de Philippe RICHERT alors conseiller régional et la vice-présidence de Patrick BARBIER secrétaire régional d’Alsace Nature, l’association prend de l’ampleur et participe à la mise en place de la politique régionale pour l’éducation à l’environnement concertée entre les collectivités territoriales (Région et départements), l’État et le mouvement associatif de protection de la nature fédéré par Alsace Nature. L’ARIENA assume des fonctions de tête du réseau alsacien de l’éducation à l’environnement. A l’échelle locale, elle continue d’assumer des missions d’animation (accueil de classes, centres de vacances…) et de développement local. À partir de 1992, les fonctions locales et régionales séparent leur gestion financière afin de bien distinguer leurs compétences. Quatre ans plus tard, le 13 mars 1996, le secteur local de l’ARIENA devient une structure à part entière, présidée par Clément RENAUDET sous l’appellation de Maison de la Nature du Ried et de l’Alsace centrale. Elle conserve le label CPIE, qui depuis a évolué dans sa signification devenant Centre Permanent d’Initiatives pour l’Environnement. Fonctionnant au départ avec une équipe salariée réduite, la structure se professionnalise et renforce ses effectifs en 1999 à la faveur du dispositif « Nouveaux services – Emplois jeunes ». Jusque-là encadrée de fait par l’ARIENA, l’association se dote d’un directeur Denis Gerber en février 2000. Elle affirme dès lors son identité et développe ses activités à l’échelle de l’Alsace centrale. Enfin, le départ pour Sélestat de l’ARIENA à partir de janvier 2002, lié à des locaux trop exigus facilite le plein développement de la Maison de la Nature du Ried et de l’Alsace centrale qui compte aujourd’hui 12 salariés. En 2004, la structure obtient le label régional CINE, centre d’initiation à la nature et à l’environnement, distinguant 8 structures alsaciennes pour la qualité de leur projet de territoire. En 2009, l'équipe déménage une nouvelle fois pour un nouveau bâtiment avec des caractéristiques de haute qualité environnementale et peut recevoir 2 classes ou groupes en hébergement.

## Les actions de la Maison de la Nature
La participation aux projets éducatifs des écoles de l’Alsace centrale, l’accueil de classes à la journée ou en séjours de découverte, l’organisation de Centres de Vacances et de Loisirs représentent 70 % des activités de la structure. La sensibilisation du grand public au travers du programme « La nature au fil des mois en Alsace centrale », des touristes par le point accueil et les animations éco touristiques estivales tend à prendre de plus en plus d’importance. La conception d’aménagements (sentier et livret d’interprétation du patrimoine) est aussi une compétence de la Maison de la Nature. Les sentiers de Muttersholtz, de Rhinau, des communautés de communes de Benfeld et du Canton de Villé sont ainsi parcourus par de nombreux visiteurs en toute autonomie. La formation d’animateurs, d’enseignants et de guides est aussi en voie de développement. Toutes ces actions sont financées en partie par les Collectivités Régionale, Départementale, le Pays d'Alsace centrale, l'Agence de l'Eau du bassin Rhin - Meuse et les Communautés de Communes de son territoire.